# LRIT3
LRIT3‏ (Leucine rich repeat, Ig-like and transmembrane domains 3) هوَ بروتين يُشَفر بواسطة جين LRIT3 في الإنسان.